# 十月妈咪
十月妈咪（O.C.T. Mami）是一个中国孕妇装公司，总部住在上海市普陀区。 2014年十月妈咪是最大的中国孕妇装公司。
1997年赵浦与涂文虹，赵浦的妻子，创建十月妈咪。
2007年，徐熙娣拥护十月妈咪。
2014年，弗若斯特沙利文公司发布报告，以零售额计，市场份额排名前五的企业依次是十月妈咪、婧麒、快乐屋、孕之彩和添香，这五家企业总共占有了中国孕妇装市场6.1%的市场份额。